# Even Wetten
Even Gabrielsen Wetten (Hamar, 12 de agosto de 1982) es un deportista noruego que compitió en patinaje de velocidad sobre hielo. Ganó dos medallas en el Campeonato Mundial de Patinaje de Velocidad sobre Hielo en Distancia Individual de 2005 oro en 1000 m y bronce en 1500 m.

## Palmarés internacional
| Campeonato Mundial en Distancia Individual | Campeonato Mundial en Distancia Individual | Campeonato Mundial en Distancia Individual | Campeonato Mundial en Distancia Individual |
| Año                                        | Lugar                                      | Medalla                                    | Prueba                                     |
| ------------------------------------------ | ------------------------------------------ | ------------------------------------------ | ------------------------------------------ |
| 2005                                       | Inzell (Alemania)                          | Medalla de oro                             | 1000 m                                     |
| 2005                                       | Inzell (Alemania)                          | Medalla de bronce                          | 1500 m                                     |